# Hovacrex roberti
Hovacrex roberti ist eine ausgestorbene Rallenart, die auf der Insel Madagaskar vorkam. Der Gattungsname bedeutet „Ralle von Hova“, was sich auf den indigenen Stamm der Hova bezieht. Das Artepitheton ehrt Alphonse Robert, der als Assistent von Charles Immanuel Forsyth Major während seiner Madagaskar-Reise in den Jahren 1894 bis 1896 arbeitete.

## Systematik
Bei dieser Art handelte es sich offenbar um eine große Teichralle, die etwa eine ähnliche Größe wie das rezente Tasmanische Pfuhlhuhn (Gallinula mortierii) erreichte. Da nur Überreste der Hinterextremitäten (ein unvollständiges Becken, ein vollständiger Oberschenkelknochen sowie ein vollständiger linker Unterschenkelknochen) gefunden wurden, jedoch keine Flügelknochen, ist es nicht bekannt, ob dieses Taxon flugfähig war. Charles William Andrews beschrieb die Art 1897 als Tribonyx roberti und verglich den vorderen Teil des Beckens mit dem von anderen Rallengattungen. Er fand Ähnlichkeiten bei den Gattungen Gallinula, Tribonyx, Fulica, Gallicrex und Amaurornis, jedoch nicht bei der Gattung Porphyrio. Unterschiede zwischen Tribonyx roberti und Gallinula (Tribonyx) mortierii veranlassten Pierce Brodkorb 1965 die monotypische Gattung Hovacrex zu errichten. Storrs L. Olson stellte 1977 diese Klassifizierung in Frage und war der Ansicht, dass man diese Art einer rezenten Gattung zuordnen würde, falls mehr Material bekannt wird.

## Vorkommen
Das Material wurde in schwarzer Erde in einem durch menschliche Aktivitäten verlandeten Sumpf in der Nähe von Sirabe (heute Antsirabe) in Zentralmadagaskar gefunden.

## Aussterben
Aussterbeursache und -zeitraum sind unbekannt. Möglicherweise hat die Art bis zum Holozän überlebt.